# A.Y. Jackson Lake
A.Y. Jackson Lake är en sjö i Kanada. Den ligger i distriktet Sudbury och provinsen Ontario, i den sydöstra delen av landet, 400 km väster om huvudstaden Ottawa.